# Los capítulos perdidos
Los capítulos perdidos és una pel·lícula veneçolana del 2024 escrita i dirigida per Lorena Alvarado.

## Sinopsi
Després de diversos anys a l’estranger, l’Ena torna a Veneçuela amb una identitat fragmentada. A casa, descobreix que la seva àvia està perdent la noció de la realitat. Mentrestant, el seu pare passa els dies buscant llibres rars en un intent de salvaguardar el passat literari del país. Quan l’Ena troba una misteriosa postal dins d’un llibre, emprèn una cerca per Caracas per descobrir un escriptor oblidat, Rafael Bolívar Coronado. A poc a poc, la seva recerca s’entrellaça amb la pèrdua de memòria de la seva àvia i els somnis quixotescos del seu pare, mentre tots lluiten per aferrar-se al passat.

## Recepció
Lost Chapters va rebre elogis de la crítica després de la seva estrena al Festival Internacional de Cinema de Marsella i les seves projeccions posteriors a Locarno, Gijón i Monterrey. Els crítics van destacar l’enfocament delicat de Lorena Alvarado als temes de la memòria i la preservació cultural, així com la fotografia poètica de la pel·lícula i la seva narrativa no lineal.
Mónica Delgado, per a Desistfilm, va descriure Lost Chapters com una obra «profundament personal però amb una ressonància universal», ressaltant la seva capacitat per combinar narracions familiars íntimes amb qüestions històriques i culturals més àmplies. La crítica va posar èmfasi en com la direcció d’Alvarado captura la naturalesa efímera de la memòria, especialment a través de la interacció entre els records esvaïts de l’àvia de l’Ena i l’obsessió del seu pare per preservar les relíquies literàries del Veneçuela del passat.
Segons Pablo Gamba, Lost Chapters equilibra amb èxit els elements documentals i de ficció, creant una «estructura circular» que reflecteix l’acte de recordar i oblidar. La crítica va assenyalar que l’impacte emocional del film rau en la seva capacitat per fer que el públic reflexioni sobre la fragilitat de la història i la importància de la narració com a forma de resistència.

## Premis
- 2024 Millor llargmetratge llatinoamericà. Festival Internacional de Cine de Monterrey